# Chelonomima gracilis
Chelonomima gracilis är en tvåvingeart som beskrevs av James 1949. Chelonomima gracilis ingår i släktet Chelonomima och familjen vapenflugor. Artens utbredningsområde är Kongo och Uganda. Inga underarter finns listade i Catalogue of Life.